# Loristadion
Het Loristadion is een voetbalstadion in de Armeense stad Vanadzor. In het stadion speelde FC Lori Vanadzor en FC Vanadzor haar thuiswedstrijden, tegenwoordig heeft het stadion geen vaste bespeler.